# 拉月曲
拉月曲（藏語：ལ་ཡོལ་ཆུ།），是位于中华人民共和国西藏自治区林芝市巴宜区东北部地区的一条河流，为帕隆藏布右岸支流。上游称洛姆曲（གློ་སྨུག་ཆུ།），发源于巴宜区鲁朗镇西北冲果俄放牧点以西冲果错上游冰川区，向东流经冲果错后转东南流，经洛木村、巴嘎村等地，中游段又称东久曲（སྟོང་མཇུག་ཆུ།），至东久村委会驻地东南右纳鲁朗河后转东北流，最后于排龙东北老虎咀以东注入帕隆藏布。河流全长87千米，流域面积2857平方千米，落差2891米，年均径流量约34.7亿立方米。流域内山高谷深，岩石破碎，雨季易发生滑坡、泥石流灾害。下游及支流鲁朗河畔有318国道伴行，河口附近即为川藏公路著名的“通麦天险”。